# Christine Hörmann
Christine Hörmann (* 1959) ist eine deutsche Jazzmusikerin (Baritonsaxophon, Flöte, Klarinette). 
Hörmann studierte an der Universität Göttingen und der Universität Oldenburg Musik. Von 1984 bis 1989 war sie Gründungsmitglied des Jazzorchesters Reichlich weiblich; zudem war sie an Theater- und Musicalproduktionen beteiligt wie Starlight Express, Grease, Saturday Night Fever, Cats und Cabaret. Sie war Mitglied des United Women’s Orchestra und der Salsa-Band Jazminas und bildet mit Angelika Niescier, Caroline Thon und Christina Fuchs das doubleXXSaxophoneQuartett. Zwischen 1987 und 2002 war sie an fünf Alben im Bereich des Jazz beteiligt. Sie gehört zum Kokopelli Saxophon Quartett, das 2003 Finalist beim europäischen SaxContest der Firma Yamaha wurde. Mit diesem Quartett spielte sie auch die Alben Come Away, Conversation Amusante und Gershwin & Bernstein ein. 
Hörmann ist Dozentin für Saxophon, Querflöte und Klarinette an der Musikschule der Stadt Lüdenscheid.

## Diskographische Hinweise
- Reichlich Weiblich Live at Moers Festival '87 (Moers Music 1987)
- United Women’s Orchestra (KlangRäume 1996)
- United Women’s Orchestra The Blue One (JazzHausMusik 1999)
- Jazminas Corazon Cubano (New Morning Records 1999)
- United Women’s Orchestra Virgo Supercluster (JazzHausMusik 2002)